# Chloornitrobenzeen
Chloornitrobenzeen is de verzamelnaam voor drie aromatische nitroverbindingen, die men zowel kan beschouwen als een derivaat van nitrobenzeen als van chloorbenzeen. De drie verschillen in de relatieve positie van de nitrogroep en het chlooratoom op de benzeenring. De drie structuurisomeren zijn:
| Naam             | 1-chloor-2-nitrobenzeen                   | 1-chloor-3-nitrobenzeen                   | 1-chloor-4-nitrobenzeen                   |
| Andere naam      | o-chloornitrobenzeen 2-nitrochloorbenzeen | m-chloornitrobenzeen 3-nitrochloorbenzeen | p-chloornitrobenzeen 4-nitrochloorbenzeen |
| structuurformule |                                           |                                           |                                           |
| CAS-nummer       | 88-73-3                                   | 121-73-3                                  | 100-00-5                                  |

## Synthese
Chloornitrobenzenen worden gevormd door aromatische nitrering van chloorbenzeen. Het reactieproduct bestaat voor ongeveer 65% uit 4-chloornitrobenzeen, 34% 2-chloornitrobenzeen en slechts 1% 3-chloornitrobenzeen. De isomeren worden van elkaar gescheiden door een combinatie van kristallisatie en destillatie.
Een alternatieve synthese is de chlorering van nitrobenzeen. Dit resulteert in een reactieproduct waarin de meta-isomeer 3-chloornitrobenzeen de belangrijkste component is.

## Toepassing
De chloornitrobenzenen, vooral de para- en ortho-isomeren, 4-chloornitrobenzeen resp. 2-chloornitrobenzeen, zijn belangrijke tussenproducten in de scheikundige industrie. Ze worden onder meer gebruikt bij de synthese van azokleurstoffen, pesticiden en landbouwchemicaliën (bijvoorbeeld de groeiregulator chloorprofam), farmaceutische stoffen (bijvoorbeeld dapson), antioxidanten en antiozonanten in rubber (bijvoorbeeld IPPD).